# Marvin Oppong

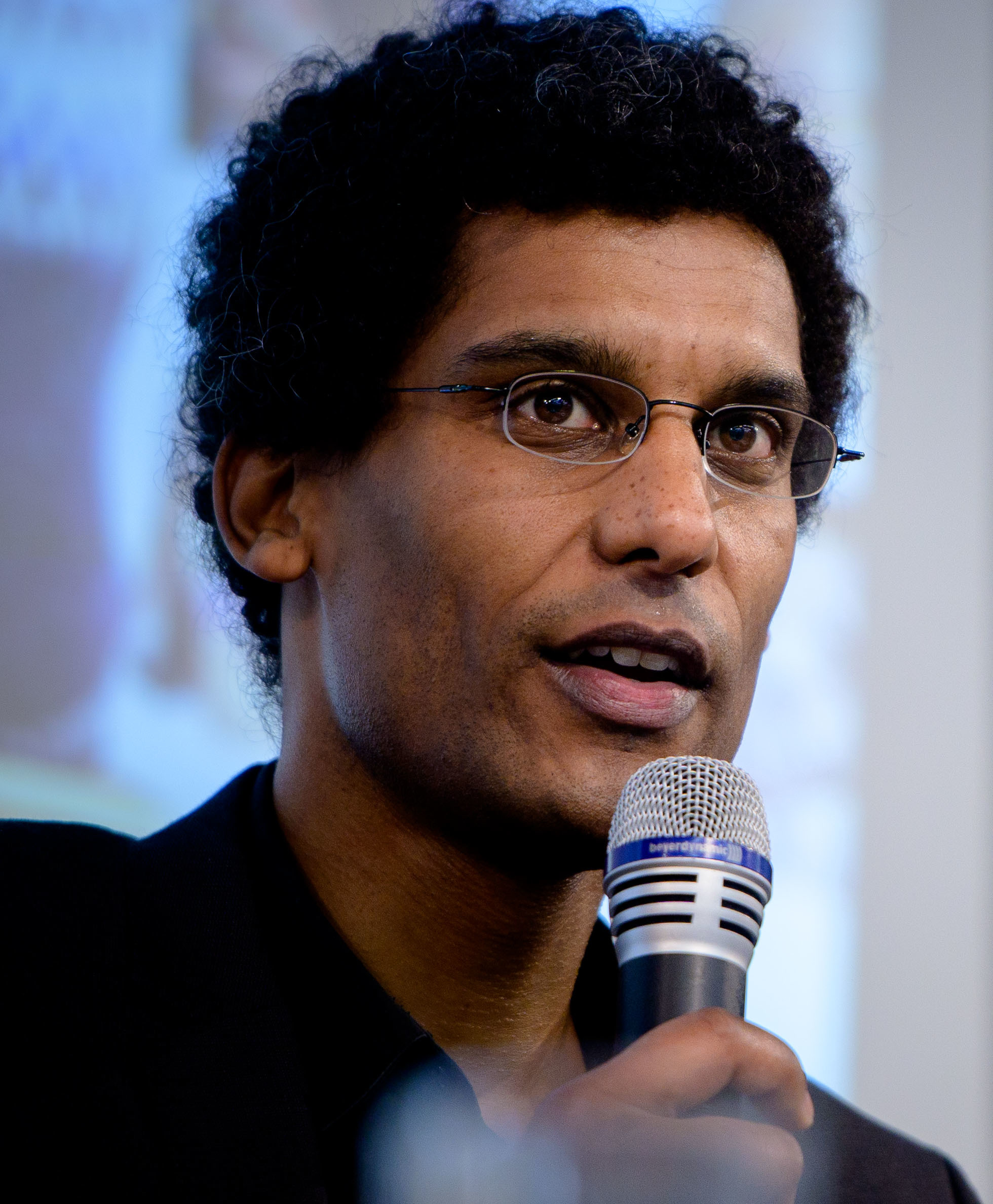
Marvin Oppong, 2019

Marvin Oppong (* 1982 in Münster) ist ein deutscher Journalist.

## Leben
Oppong wurde 1982 in Münster geboren. Sein Vater ist Ghanaer, die Mutter Deutsche. Er begann 2002 ein Studium der Rechtswissenschaft an der Humboldt-Universität zu Berlin, ging 2004 für ein Jahr an die Université Paris 1 Panthéon-Sorbonne und setzte es dann an der Rheinischen Friedrich-Wilhelms-Universität Bonn mit dem Schwerpunkt Völker- und Europarecht fort. Er ist seit 2000 als freier Journalist tätig.
Eine von Oppongs Recherchen betraf den Rundfunkrat des WDR und die WDR mediagroup. Er übersandte dem WDR 2006 eine Liste mit Unternehmen und fragte an, mit welchen der WDR im geschäftlichen Kontakt stehe. Ziel war es, mögliche Verbindungen von Rundfunkratsmitgliedern mit den Unternehmen aufzudecken. Die Weigerung des WDR führte zu einem Rechtsstreit, den der Sender in dritter Instanz vor dem Bundesverwaltungsgericht verlor, woraufhin die Auskunft erteilt werden musste. 2014 erhielt Marvin Oppong für seinen Blog zu diesem Vorgang den Sonderpreis Medienkritik beim Alternativen Medienpreis.
Oppong war von 2009 bis 2010 ein Autor des Blogs Carta. 2014 veröffentlichte Oppong, wie mehrere andere Journalisten, eine Arbeit über den Einfluss von bezahlten Auftragsautoren in der deutschsprachigen Wikipedia. Die Studie wurde in den Medien verbreitet. Inhaltliche und methodische Kritik an der Studie äußerten Leonhard Dobusch von netzpolitik.org und das Wiki-Watch-Blog, dessen Gründer Wolfgang Stock Wikipedia-Artikel im Umfeld des Pharmakonzerns Sanofi-Aventis bearbeitete, als er Kommunikationsberater für Sanofi-Aventis war. Der Pressesprecher von Wikimedia Deutschland bestätigte gegenüber dem Magazin Cicero, dass es Versuche gebe, verdeckte PR in die Wikipedia einzubringen, ergänzte aber auch, dass es "in der Wikipedia bereits bestehende Projekte" zu neun (der insgesamt zehn) Ansätze gebe, die Oppong als Lösungen vorgeschlagen hatte.

## Veröffentlichungen (Auswahl)

### Autor
- Am Rande bemerkt – Gilt die Unschuldsvermutung bei der Terrorismusbekämpfung? In: RuP. 2007, S. 175. (PDF)
- Brauchen wir ein Europäisches Strafregister? In: GA. 2008, S. 575–583. (PDF)
- Die treuen Hände von Köln. Inside WDR: Die Chefs von Aufsichtsrat und Verwaltungsrat halten Anteile an der florierenden Werbetochter - alles im Auftrag des Senders. Können die Kontrolleure so besser arbeiten? In: Süddeutsche Zeitung. 19. Juli 2008 (sueddeutsche.de).
- ARD-Börsenfrau Anja Kohl moderiert auch für DAX-Firmen, Banken und Atomindustrie. In: Carta. 21. Mai 2009.
- Informationsfreiheitsgesetz und Kommunikationskultur. Warum ein Journalist den WDR verklagt – Protokoll eines Testberichts. In: Johannes Ludwig (Hrsg.): Sind ARD und ZDF noch zu retten? - Tabuzonen im öffentlich-rechtlichen Rundfunk. Nomos Verlag, Baden-Baden 2009, ISBN 978-3-8329-4379-0, S. 222–232.
- Finger weg von der Justiz – Für eine Unabhängigkeit der Staatsanwaltschaft. In: ZRP. 2009, Heft 1, S. 22–23. PDF
- Wie ich einmal vom WDR Auskunft haben wollte. In: Frankfurter Allgemeine Zeitung, 25. Oktober 2013. archive.org
- Verdeckte PR in Wikipedia. Das Weltwissen im Visier von Unternehmen (= OBS-Arbeitsheft. Band 76). Otto-Brenner-Stiftung, Frankfurt am Main 2014, ISSN 1863-6934. (Onlinefassung als PDF)
- Ewig anders: schwarz, deutsch, Journalist. J.H.W. Dietz Nachf., Bonn 2019, ISBN 978-3-8012-0542-3.
- Erstaunlich, was in der Wikipedia zu Glyphosat steht. In: Frankfurter Allgemeine Zeitung, 20. Juli 2022, S. 13. archive.org

### Herausgeber
- Migranten in der deutschen Politik. VS Springer, Wiesbaden 2011, ISBN 978-3-531-17057-2.

### Filme
- Ein strahlendes Land – Mit dem Geigerzähler durch Deutschland, Dokumentarfilm, D 2019, 74 min.[12]